# Office rwandais de l'Aviation civile

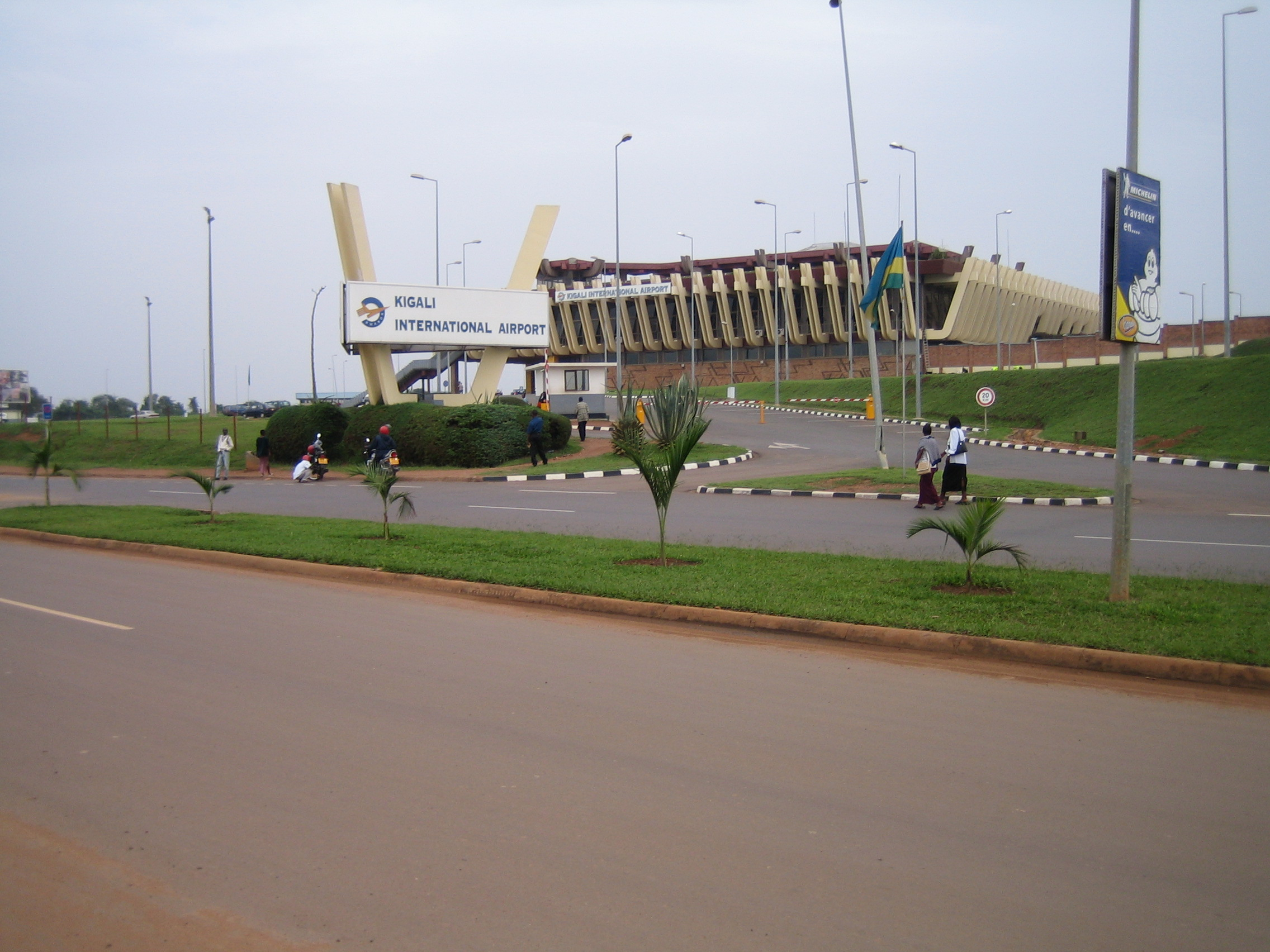
Aéroport international de Kigali où opère l'ORAC

L'Office rwandais de l'Aviation civile ou ORAC (anglais : Rwanda Civil Aviation Authority ou RCAA, kinyarwanda : Ikigo cy'Igihugu gishinzwe iby'indege za gisiviri) est l'autorité de l'aviation civile au Rwanda. Le siège de l'office se trouve à l'aéroport de Kigali.